# Fiat Linea TRV6
El Fiat Linea TRV6 es un prototipo de carreras fabricado en Argentina por la firma Top Race a pedido de la filial argentina de la marca italiana Fiat, para su participación exclusiva dentro de la categoría Top Race V6. El mismo, es un prototipo con carrocería genérica fabricada en fibra de vidrio, montada a una estructura de caños reticulados y que lleva tanto en su parte frontal como posterior, elementos de diseño del modelo de producción Fiat Linea.
El desarrollo y puesta en pista de estas unidades estuvo a cargo del equipo Octanos Competición, quienes obtuvieron la representación oficial de Fiat para competir, tanto en la divisional mayor, como en la Top Race Series donde también utiliza prototipos similares con una temática similar de identificación.
Debido a que la firma Top Race no poseía en sus talleres matrices del modelo Fiat Linea adaptados a las medidas de la divisional V6, este prototipo fue proyectado sobre dos tipos de carrocerías distintas, siendo la primera presentada en las primeras 5 competencias, mientras que la segunda fue estrenada a partir de la sexta carrera de la temporada 2017.

## Antecedentes

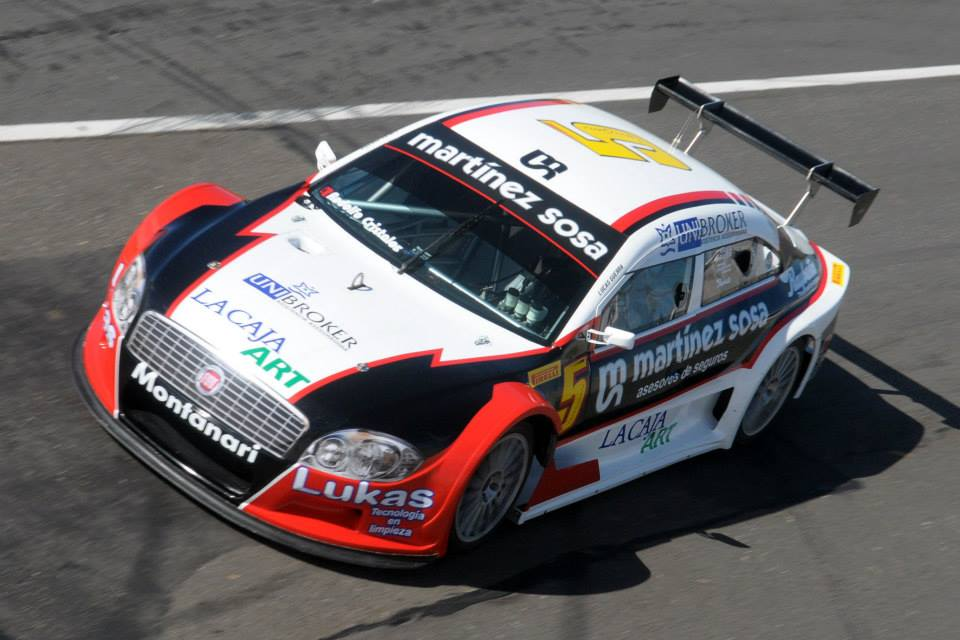
En el año 2014, Lucas Ariel Guerra obtuvo el primer campeonato de la marca Fiat en la historia de la Top Race, al consagrarse en la divisional Series.

A partir del año 2005, la firma Top Race S.A., propietaria de las acciones de la categoría argentina Top Race, dispuso el desarrollo y homologación de prototipos desarrollados sobre un único diseño de chasis, equipados todos con una misma planta impulsora e iguales sistemas mecánicos (caja de velocidades, frenos, diferenciales, etc.), los cuales fueron revestidos con carrocerías fabricadas en fibra de vidrio e imitando el diseño de distintos automóviles de producción, conformando de esta manera un parque automotor netamente artesanal. El objetivo inicial de presentar un parque homogéneo en cuanto al aspecto mecánico, fue el de procurar la demostración de las habilidades de cada piloto al volante de estos vehículos, dejando la elección de las carrocerías pura y exclusivamente a cargo de los competidores.
La constante evolución de la categoría despertó el interés de la marca italiana Fiat, quien en una primera instancia se sumó a la divisional Top Race Junior poniendo en pista como modelo representativo al Fiat Linea.
Con la primera evolución tecnológica vivida en el año 2012, la participación de Fiat se extendió a la divisional Top Race Series, donde no tuvo resultados relevantes en sus primeros años. En 2014, llegó la primera reformulación de la divisional Top Race Series a partir de la cual el parque automotor pasaba a conformarse con automóviles equipados con carrozados genéricos, cuya identificación quedaba por cuenta del piloto o bien del equipo que los adquiriese. De esta forma, Fiat encontró un buen número de pilotos que, sin el apoyo oficial de la marca pero a través de representantes y concesionarios oficiales, se presentaron a competir bajo esta marca representando al modelo Fiat Linea. De estos pilotos, en 2014 se desprendió el campeonato logrado por Lucas Ariel Guerra al comando de un coche identificado con la marca Fiat del equipo Sportteam. Tras la obtención de este título, la marca continuó apoyando en los años siguientes a distintos pilotos en forma particular, hasta retornar nuevamente como equipo oficial a partir del año 2017, tras arribar a un convenio con el equipo Octanos Competición. De esta alianza nuevamente surgió la conquista de otro campeonato para la marca Fiat, siendo proclamado en este caso el piloto Bruno Boccanera.

## Primera generación
La primera generación del Fiat Linea TRV6 fue presentada a principios de la Temporada 2017. Debido a que Top Race no poseía una matriz del modelo Linea adaptada a las medidas de la categoría, se recurrió al uso de un carrozado genérico que ya se encontraba en los talleres del equipo Octanos. En este aspecto, la marca Fiat autorizó el uso de los rasgos de diseño del modelo Linea para ser aplicados en el frontal y la parte posterior del coche. De esta manera, estas características fueron aplicadas a dos carrocerías de diseño similar al modelo Volkswagen Passat CC, que el equipo Octanos había utilizado con anterioridad hasta la temporada 2016.
El prototipo (al igual que todo el parque automotor del Top Race) fue proyectado sobre una jaula reticulada de caños, diseñada por el chasista Juan Carlos Pianetto, mientras que mecánicamente está provisto de un impulsor TRV6 by Berta de 3.5 litros de cilindrada, capaz de generar 400 HP de potencia y alcanzar una velocidad máxima de 290 km/h. El mismo se encuentra acoplado a una caja de velocidades Sáenz secuencial de 6 velocidades. Completan el conjunto mecánico las suspensiones trasera y delantera con sistema de paralelogramo deformable y amortiguadores marca Penske, un diferencial marca Winter con sistema de reenvío y frenos a disco en las cuatro ruedas. El diseño de los coches son siluetas que imitan las líneas de automóviles de producción, los cuales cuentan con un paquete de implementos aerodinámicos diseñados y desarrollados para la categoría por el proyectista José Luis Denari.
Este automóvil fue presentado por el equipo Octanos Competición , junto con el aval oficial de Fiat que proveyó a este equipo de apoyo oficial, reapareciendo en el ámbito de Top Race luego de sus presentaciones de forma oficial entre los años 2011 y 2012, a la vez de significar el debut de la marca italiana en la divisional mayor. Para representar a este equipo, fueron convocados los pilotos Fabián Flaqué y Juan Bautista De Benedictis, siendo este último reconfirmado por el equipo Octanos tras su participación en la temporada 2016.
A pesar de los esfuerzos del equipo y del apoyo oficial brindado por la casa italiana, los resultados obtenidos por esta primera generación del Linea TRV6 no rindieron los frutos esperados, cosechando Fabián Flaqué apenas 4 puntos en las primeras cinco competencias realizadas (Paraná, Río Cuarto, Salta y la doble fecha especial de Resistencia), mientras que De Benedictis no corrió la misma suerte, al no lograr terminar en puestos puntuables.
Esta situación comenzó a ser vista con preocupación por parte del equipo Octanos, por lo que se comenzaron a barajar diferentes alternativas para lograr la puesta a punto ideal. Finalmente, la posibilidad de identificar como un Fiat Linea a un modelo de carrocería que el equipo Octanos utilizó hasta la temporada 2016 terminó por definir la necesidad de una renovación, siendo la competencia corrida en la Provincia del Chaco la última para los coches basados en el diseño del modelo Passat CC.

### Resultados de la primera generación del Linea TRV6
| #25 - Fabián Flaqué                | #25 - Fabián Flaqué                                           | #25 - Fabián Flaqué                                           | #25 - Fabián Flaqué                                           | #25 - Fabián Flaqué                                           | #25 - Fabián Flaqué                                           | #25 - Fabián Flaqué                                           | #25 - Fabián Flaqué                                           | #25 - Fabián Flaqué                                           | #25 - Fabián Flaqué                                           | #25 - Fabián Flaqué                                           | #25 - Fabián Flaqué                                           | #25 - Fabián Flaqué                                           | #25 - Fabián Flaqué                                           | #25 - Fabián Flaqué                                           | #25 - Fabián Flaqué                                           | #25 - Fabián Flaqué                                           | #25 - Fabián Flaqué                                           | #25 - Fabián Flaqué                                           |
| Temporada                          | Temporada                                                     | Fechas                                                        | Fechas                                                        | Fechas                                                        | Fechas                                                        | Fechas                                                        | Fechas                                                        | Fechas                                                        | Fechas                                                        | Fechas                                                        | Fechas                                                        | Fechas                                                        | Fechas                                                        | Fechas                                                        | Fechas                                                        | Fechas                                                        | Fechas                                                        | Posición final                                                |
| Equipo                             | Automóvil                                                     | Fechas                                                        | Fechas                                                        | Fechas                                                        | Fechas                                                        | Fechas                                                        | Fechas                                                        | Fechas                                                        | Fechas                                                        | Fechas                                                        | Fechas                                                        | Fechas                                                        | Fechas                                                        | Fechas                                                        | Fechas                                                        | Fechas                                                        | Fechas                                                        | Posición final                                                |
| 2017                               | 2017                                                          | 01                                                            | 02                                                            | 03                                                            | 04                                                            | 05                                                            | 06                                                            | 07                                                            | 08                                                            | 09                                                            | 10                                                            | 11                                                            | 12                                                            | 13                                                            | 14                                                            | 15                                                            | 16                                                            | Posición final                                                |
| ---------------------------------- | ------------------------------------------------------------- | ------------------------------------------------------------- | ------------------------------------------------------------- | ------------------------------------------------------------- | ------------------------------------------------------------- | ------------------------------------------------------------- | ------------------------------------------------------------- | ------------------------------------------------------------- | ------------------------------------------------------------- | ------------------------------------------------------------- | ------------------------------------------------------------- | ------------------------------------------------------------- | ------------------------------------------------------------- | ------------------------------------------------------------- | ------------------------------------------------------------- | ------------------------------------------------------------- | ------------------------------------------------------------- | ------------------------------------------------------------- |
| Fiat Octanos Competición           | Fiat Linea TRV6 I                                             | 9º                                                            | 15                                                            | 20                                                            | 9º                                                            | 14                                                            | 20                                                            | Ex.                                                           | 6º                                                            | 17                                                            | 11                                                            | 13                                                            | 14                                                            | 24                                                            | 22                                                            | 22                                                            | 12                                                            | 20º (10.00 puntos)                                            |
|                                    |                                                               |                                                               |                                                               |                                                               |                                                               |                                                               |                                                               |                                                               |                                                               |                                                               |                                                               |                                                               |                                                               |                                                               |                                                               |                                                               |                                                               |                                                               |
| #157 - Juan Bautista De Benedictis |                                                               |                                                               |                                                               |                                                               |                                                               |                                                               |                                                               |                                                               |                                                               |                                                               |                                                               |                                                               |                                                               |                                                               |                                                               |                                                               |                                                               |                                                               |
| Temporada                          | Temporada                                                     | Fechas                                                        | Fechas                                                        | Fechas                                                        | Fechas                                                        | Fechas                                                        | Fechas                                                        | Fechas                                                        | Fechas                                                        | Fechas                                                        | Fechas                                                        | Fechas                                                        | Fechas                                                        | Fechas                                                        | Fechas                                                        | Fechas                                                        | Fechas                                                        | Posición final                                                |
| Equipo                             | Automóvil                                                     | Fechas                                                        | Fechas                                                        | Fechas                                                        | Fechas                                                        | Fechas                                                        | Fechas                                                        | Fechas                                                        | Fechas                                                        | Fechas                                                        | Fechas                                                        | Fechas                                                        | Fechas                                                        | Fechas                                                        | Fechas                                                        | Fechas                                                        | Fechas                                                        | Posición final                                                |
| 2017                               | 2017                                                          | 01                                                            | 02                                                            | 03                                                            | 04                                                            | 05                                                            | 06                                                            | 07                                                            | 08                                                            | 09                                                            | 10                                                            | 11                                                            | 12                                                            | 13                                                            | 14                                                            | 15                                                            | 16                                                            | Posición final                                                |
| Fiat Octanos Competición           | Fiat Linea TRV6 I                                             | 13                                                            | 21                                                            | Ex.                                                           | 13                                                            | 20                                                            | 17                                                            | 3º                                                            | 19                                                            | 9º                                                            | 6º                                                            | 10                                                            | 11                                                            | 12                                                            | SV                                                            | 13                                                            | 18                                                            | 14º (23.00 puntos)                                            |
| Nota:                              | En colores, los resultados obtenidos con la versión descripta | En colores, los resultados obtenidos con la versión descripta | En colores, los resultados obtenidos con la versión descripta | En colores, los resultados obtenidos con la versión descripta | En colores, los resultados obtenidos con la versión descripta | En colores, los resultados obtenidos con la versión descripta | En colores, los resultados obtenidos con la versión descripta | En colores, los resultados obtenidos con la versión descripta | En colores, los resultados obtenidos con la versión descripta | En colores, los resultados obtenidos con la versión descripta | En colores, los resultados obtenidos con la versión descripta | En colores, los resultados obtenidos con la versión descripta | En colores, los resultados obtenidos con la versión descripta | En colores, los resultados obtenidos con la versión descripta | En colores, los resultados obtenidos con la versión descripta | En colores, los resultados obtenidos con la versión descripta | En colores, los resultados obtenidos con la versión descripta | En colores, los resultados obtenidos con la versión descripta |

## Segunda generación
Tras las primeras cinco competencias en las que el equipo Fiat presentó sus unidades basadas en carrozados de silueta similar al modelo Volkswagen Passat CC, el equipo tomó una importante determinación para mejorar la puesta a punto de sus unidades, con el fin de tratar de elevar su nivel y cambiar la mala imagen brindada a principio de año.
En este aspecto, el hecho de no contar con una carrocería que imite la silueta propia del modelo Fiat Linea jugó totalmente a favor de la marca italiana, ya que podía optar por uno de los distintos modelos de carrozados que Top Race tenía disponibles en su mesa de diseño. Si la puesta punto de los motores era la misma que en los demás equipos y en materia de chasis se buscaron varias configuraciones de puesta a punto que a la larga no brindaban el resultado esperado, el problema definitivamente radicaba en el uso de las carrocerías.
Tras la segunda competencia desarrollada en el autódromo de la Ciudad de Resistencia, el equipo Octanos tomó una determinación en pos de conseguir alzar su imagen, más teniendo en cuenta que Toyota, la otra marca que presentó una estructura con apoyo oficial en la temporada 2017 de Top Race, venía con el ritmo en alza disputándole el torneo palmo a palmo a las escuadras más poderosas de la categoría. De esta manera, el equipo comenzó a trabajar en la adaptación de un nuevo diseño de carrocería para sus Líneas TRV6, manteniendo inalterable el conjunto mecánico y el bastidor del coche. Así fue que se procedió al descarte de los carrozados de diseño similar al Volkswagen Passat CC y su reemplazo por otros de diseño similar al Mercedes-Benz C W204.
La elección de este diseño no fue al azar, ya que desde su presentación en el año 2012 ha sabido demostrar la mejor adaptación al conjunto mecánico desarrollado por Top Race, logrando 5 títulos de la mano de los pilotos Agustín Canapino (4) y Matías Rodríguez, ambos corriendo para la escuadra Sportteam. Asimismo, el carrozado Mercedes era uno de los más utilizados en su momento, representando casi el 30% del parque automotor en cada temporada.
Con todos estos ingredientes, Fiat volvió a ponerse en carrera presentado la segunda versión de su prototipo Linea TRV6. Su estreno fue en la competencia desarrollada en el Autódromo Oscar y Juan Gálvez de la Ciudad de Buenos Aires. A pesar del estreno, los pilotos volvieron a presentar resultados deslucidos, terminando De Benedictis en la 17.ª colocación y Flaqué 20º.
La segunda presentación de esta versión fue en el Autódromo Eduardo Copello de la Provincia de San Juan, donde la categoría desarrolló dos competencias, en un formato similar a la competencia desarrollada en la Ciudad de Resistencia. Esta fecha tuvo un sabor particular para el piloto Fabián Flaqué, ya que jugó de local compitiendo ante su propia gente. En la primera competencia desarrollada, el equipo expuso el salto de calidad evidenciado a partir del cambio de carrocería, subiendo Juan Bautista De Benedictis al podio por primera vez en el año para la escudería, al cerrar la competencia en el tercer lugar. Por su parte, Flaqué no tuvo un arranque soñado ya que recibió una exclusión por parte de las autoridades al no respetar el régimen de parque cerrado. Ya en la segunda competencia, los papeles se invirtieron, siendo Flaqué el protagonista de esta competencia al arribar a la bandera a cuadros en la sexta colocación, mejorando su producción particular y cambiando la alicaída imagen demostrada en la competencia anterior. La contracara de este resultado la dio su compañero de equipo Juan Bautista De Benedictis, quien apenas pudo dar 9 giros cerrando en el 19º puesto del clasificador.
A partir de estas presentaciones, los pilotos de Fiat comenzaron a experimentar resultados muy dispares, muchos de ellos alejados de los 10 primeros, los cuales no alcanzaron para redondear una buena temporada y cerrando el campeonato De Benedictis en la 14.ª colocación y Flaqué 20º. Finalmente y continuando con la política de renovación impulsada por Fiat en el automovilismo argentino, fue informado el reemplazo del Fiat Linea TRV6 para la temporada 2018, por el nuevo modelo Fiat Tipo II, cerrandose de esta manera la participación de este modelo en la divisional TRV6.

### Resultados de la segunda generación del Linea TRV6
| #25 - Fabián Flaqué                | #25 - Fabián Flaqué                                           | #25 - Fabián Flaqué                                           | #25 - Fabián Flaqué                                           | #25 - Fabián Flaqué                                           | #25 - Fabián Flaqué                                           | #25 - Fabián Flaqué                                           | #25 - Fabián Flaqué                                           | #25 - Fabián Flaqué                                           | #25 - Fabián Flaqué                                           | #25 - Fabián Flaqué                                           | #25 - Fabián Flaqué                                           | #25 - Fabián Flaqué                                           | #25 - Fabián Flaqué                                           | #25 - Fabián Flaqué                                           | #25 - Fabián Flaqué                                           | #25 - Fabián Flaqué                                           | #25 - Fabián Flaqué                                           | #25 - Fabián Flaqué                                           |
| Temporada                          | Temporada                                                     | Fechas                                                        | Fechas                                                        | Fechas                                                        | Fechas                                                        | Fechas                                                        | Fechas                                                        | Fechas                                                        | Fechas                                                        | Fechas                                                        | Fechas                                                        | Fechas                                                        | Fechas                                                        | Fechas                                                        | Fechas                                                        | Fechas                                                        | Fechas                                                        | Posición final                                                |
| Equipo                             | Automóvil                                                     | Fechas                                                        | Fechas                                                        | Fechas                                                        | Fechas                                                        | Fechas                                                        | Fechas                                                        | Fechas                                                        | Fechas                                                        | Fechas                                                        | Fechas                                                        | Fechas                                                        | Fechas                                                        | Fechas                                                        | Fechas                                                        | Fechas                                                        | Fechas                                                        | Posición final                                                |
| 2017                               | 2017                                                          | 01                                                            | 02                                                            | 03                                                            | 04                                                            | 05                                                            | 06                                                            | 07                                                            | 08                                                            | 09                                                            | 10                                                            | 11                                                            | 12                                                            | 13                                                            | 14                                                            | 15                                                            | 16                                                            | Posición final                                                |
| ---------------------------------- | ------------------------------------------------------------- | ------------------------------------------------------------- | ------------------------------------------------------------- | ------------------------------------------------------------- | ------------------------------------------------------------- | ------------------------------------------------------------- | ------------------------------------------------------------- | ------------------------------------------------------------- | ------------------------------------------------------------- | ------------------------------------------------------------- | ------------------------------------------------------------- | ------------------------------------------------------------- | ------------------------------------------------------------- | ------------------------------------------------------------- | ------------------------------------------------------------- | ------------------------------------------------------------- | ------------------------------------------------------------- | ------------------------------------------------------------- |
| Fiat Octanos Competición           | Fiat Linea TRV6 II                                            | 9º                                                            | 15                                                            | 20                                                            | 9º                                                            | 14                                                            | 20                                                            | Ex.                                                           | 6º                                                            | 17                                                            | 11                                                            | 13                                                            | 14                                                            | 24                                                            | 22                                                            | 22                                                            | 12                                                            | 20º (10.00 puntos)                                            |
|                                    |                                                               |                                                               |                                                               |                                                               |                                                               |                                                               |                                                               |                                                               |                                                               |                                                               |                                                               |                                                               |                                                               |                                                               |                                                               |                                                               |                                                               |                                                               |
| #157 - Juan Bautista De Benedictis |                                                               |                                                               |                                                               |                                                               |                                                               |                                                               |                                                               |                                                               |                                                               |                                                               |                                                               |                                                               |                                                               |                                                               |                                                               |                                                               |                                                               |                                                               |
| Temporada                          | Temporada                                                     | Fechas                                                        | Fechas                                                        | Fechas                                                        | Fechas                                                        | Fechas                                                        | Fechas                                                        | Fechas                                                        | Fechas                                                        | Fechas                                                        | Fechas                                                        | Fechas                                                        | Fechas                                                        | Fechas                                                        | Fechas                                                        | Fechas                                                        | Fechas                                                        | Posición final                                                |
| Equipo                             | Automóvil                                                     | Fechas                                                        | Fechas                                                        | Fechas                                                        | Fechas                                                        | Fechas                                                        | Fechas                                                        | Fechas                                                        | Fechas                                                        | Fechas                                                        | Fechas                                                        | Fechas                                                        | Fechas                                                        | Fechas                                                        | Fechas                                                        | Fechas                                                        | Fechas                                                        | Posición final                                                |
| 2017                               | 2017                                                          | 01                                                            | 02                                                            | 03                                                            | 04                                                            | 05                                                            | 06                                                            | 07                                                            | 08                                                            | 09                                                            | 10                                                            | 11                                                            | 12                                                            | 13                                                            | 14                                                            | 15                                                            | 16                                                            | Posición final                                                |
| Fiat Octanos Competición           | Fiat Linea TRV6 II                                            | 13                                                            | 21                                                            | Ex.                                                           | 13                                                            | 20                                                            | 17                                                            | 3º                                                            | 19                                                            | 9º                                                            | 6º                                                            | 10                                                            | 11                                                            | 12                                                            | SV                                                            | 13                                                            | 18                                                            | 14º (23.00 puntos)                                            |
| Nota:                              | En colores, los resultados obtenidos con la versión descripta | En colores, los resultados obtenidos con la versión descripta | En colores, los resultados obtenidos con la versión descripta | En colores, los resultados obtenidos con la versión descripta | En colores, los resultados obtenidos con la versión descripta | En colores, los resultados obtenidos con la versión descripta | En colores, los resultados obtenidos con la versión descripta | En colores, los resultados obtenidos con la versión descripta | En colores, los resultados obtenidos con la versión descripta | En colores, los resultados obtenidos con la versión descripta | En colores, los resultados obtenidos con la versión descripta | En colores, los resultados obtenidos con la versión descripta | En colores, los resultados obtenidos con la versión descripta | En colores, los resultados obtenidos con la versión descripta | En colores, los resultados obtenidos con la versión descripta | En colores, los resultados obtenidos con la versión descripta | En colores, los resultados obtenidos con la versión descripta | En colores, los resultados obtenidos con la versión descripta |

## Especificaciones técnicas
| Modelos              | Primera Generación                                       | Segunda Generación                                       |
| -------------------- | -------------------------------------------------------- | -------------------------------------------------------- |
| Valores              |                                                          |                                                          |
| Período              | 26 de febrero de 2017 - 30 de abril de 2017              | 28 de mayo de 2017 - 03 de diciembre de 2017             |
| Carrozado            | Símil Volkswagen Passat CC                               | Símil Mercedes-Benz C W204                               |
| Motorización         | TRV6 by Berta, 6 cilindros en V                          | TRV6 by Berta, 6 cilindros en V                          |
| Cilindrada           | 3500 cm³                                                 | 3500 cm³                                                 |
| Tracción             | Trasera                                                  | Trasera                                                  |
| Potencia             | 400 Hp a 7300 rpm                                        | 400 Hp a 7300 rpm                                        |
| Par Motor            | 42.5 kgm a 5800 rpm                                      | 42.5 kgm a 5800 rpm                                      |
| Rel. Compresión      | 11:1                                                     | 11:1                                                     |
| Transmisión          | Sáenz TT3, secuencial de 6 velocidades                   | Sáenz TT3, secuencial de 6 velocidades                   |
| Batalla              | 2820 mm                                                  | 2820 mm                                                  |
| Trocha Delantera     | 2820 mm                                                  | 2820 mm                                                  |
| Trocha Trasera       | 2820 mm                                                  | 2820 mm                                                  |
| Frenos Delanteros    | Discos Raybestos - Cáliper Doppler - Pastillas Raybestos | Discos Raybestos - Cáliper Doppler - Pastillas Raybestos |
| Frenos Traseros      | Discos Raybestos - Cáliper Doppler - Pastillas Raybestos | Discos Raybestos - Cáliper Doppler - Pastillas Raybestos |
| Chasis               | Estructura tubular de acero SAE 1030                     | Estructura tubular de acero SAE 1030                     |
| Suspensión Delantera | Independiente con paralelogramo deformable               | Independiente con paralelogramo deformable               |
| Suspensión Trasera   | Independiente con paralelogramo deformable               | Independiente con paralelogramo deformable               |
| Vel. Máx.            | 290 km/h                                                 | 290 km/h                                                 |
| Diferencial          | Marca Winter, con sistema de reenvío                     | Marca Winter, con sistema de reenvío                     |